# Тумановский сельсовет (Завьяловский район)
Тумановский сельсовет — муниципальное образование со статусом сельского поселения и административно-территориальное образование в Завьяловском районе Алтайского края России. Административный центр — посёлок Тумановский.

## Население
| 1997 | 1998 | 1999 | 2000 | 2001 | 2002 |
| ---- | ---- | ---- | ---- | ---- | ---- |
| 527  | ↘523 | ↗547 | ↗552 | ↘544 | ↘509 |
| 2003 | 2004 | 2005 | 2006 | 2007 | 2008 |
| ↗514 | ↘494 | ↗495 | ↘494 | ↘489 | ↘479 |
| 2009 | 2010 | 2011 | 2012 | 2013 | 2014 |
| ↘452 | ↘397 | ↘396 | ↘379 | ↘357 | ↘339 |
| 2015 | 2016 | 2017 | 2018 | 2019 | 2020 |
| ↘332 | ↘317 | ↗325 | ↘317 | ↘310 | ↘305 |
| 2021 |      |      |      |      |      |
| ↗307 |      |      |      |      |      |

По результатам Всероссийской переписи населения 2010 года, численность населения муниципального образования составила 397 человек, в том числе 197 мужчин и 200 женщин. Оценка Росстата на 1 января 2012 года — 379 человек.

## Населённые пункты
В состав сельского поселения входит один населённый пункт — посёлок Тумановский.